# Azíz Szurjál Atía
Azíz Szurjál Atía (arabul: عزيز سوريال عطية, angol átírással: Aziz Suryal Atiya; Egyiptom, Gharbijja kormányzóság, Zefta, 1898. július 5. – USA, 1988. szeptember 24.) egyiptomi koptológus, kopt történész és tudós, az iszlám és a keresztes háborúk szakértője.

## Életpályája
Az egyiptomi Zeftában született 1898. július 5-én. Tanulmányait a Kairói Egyetemen, az Alexandria Egyetemen, a Cambridge Egyetemen, majd az egyesült államokbeli Utahi Egyetemen (University of Utah) folytatta.
Az 1950-es években Kairó Kopt Egyetemének alapítója volt, és szintén ő volt a Utah Egyetem Közel-keleti Központjának alapítója is. 
A Utah Egyetem általa létrehozott Közel-keleti Könyvtára Észak-Amerika ötödik legnagyobb ilyen gyűjteménynek számít; nemzetközi szinten is elismert kutatási könyvtár ezen a területen. 
A Liverpooli Egyetem 1938-ban tiszteletbeli doktorrá választotta [Doctor of Letters] (LL.D.), Brigham Young Egyetem (1967).
Atiya egy nagy tanulmányt tett közzé a keresztes hadjáratokról a késő középkortól 1938-ban, és az 1991-ben megjelent Kopt enciklopédia első szerzője. A keleti kereszténység története (1968, 1980) című munkájának koptokról szóló fejezetei nemcsak a szakemberek, hanem a nagyközönség számára is mérföldkövet jelentettek. 
Beszélt angolul, arabul, franciául, németül, olaszul, latinul és kisebb mértékben spanyolul, görögül, koptul, törökül, walesi és holland nyelven is.
Az USA-ban hunyt el.

## Akadémiai karrierje
- A középkori (ideértve a keleti) történeteket a Kahle Orientalisches szemináriumán Bonnban, Németországban 1935-1939 között
- A középkori történelem professzora a Kairói Egyetemen 1939-1942.
- A Művészeti Kar alelnöke (1949-1950) és az Alexandriai Egyetem Történeti Tanszékének elnöke 1952-1954 között.
- Középkori Akadémia a müncheni egyetem arab tanulóinak professzora.
- Dolgozott az Unió Teológiai Szemináriumában és a Columbia Egyetemen is.
- Patten Látogató professzor és előadó az Indiana Egyetemen 1957-ben.
- Az arab és az iszlám történelem professzora a Princeton Egyetemen 1957-1958-ban.
- 1959-ben Utahban a Nyelvek és Történelem professzora.

## Díjai
- Angliában Liverpool középkori és modern történelmi egyetemén első osztályú kitüntetést szerzett 1931-ben.
- Ph.D. a londoni arab és az iszlám tudományokban 1933.
- A londoni egyetem D. Litt. (Letters of Letters) díjat nyert 1938-ban.
- A Humane Letters tiszteletbeli doktora.

## Publikációi
- A Sínai-hegység arab kéziratai: Az arab kéziratok és forgatókönyvek kézirata Mikrofilm a Szent Katalin kolostor könyvtárában (1955). ASIN B0006AU4NM.
- Kopt enciklopédia , kötet. 1 (1991)]. ASIN B000VO57ZI.
- A koptok és a keresztény civilizáció (1979). ISBN 978-0-87480-145-3 .
- Keresztes hadjárat, kereskedelem és kultúra (1962). ISBN ASIN B0000CLOTM.
- A keresztes hadjárat (1977). ISBN 978-0-8371-8364-0.
- A keresztes hadtörténet és bibliográfia (1962). ASIN B0000CLOU1.
- A keresztes hadjárat a késő középkorban, ASIN B0008620YK.
- Keresztes hadjáratok (1962). ISBN 978-0-19-690008-7.
- Egyiptom és Aragón: nagykövetségek és diplomáciai levelezés 1300 és 1330 között (1966). ASIN B0007J1LYI.
- A tizennegyedik századi enciklopédista Alexandriából (1977). ASIN B0006XYA4I.
- A keleti kereszténység története (1980). ISBN 978-0-527-03703-1. Ez az 1968-ban kiadott első kiadás kibővített kiadása. ASIN B000IOZ7AG.
- Szent Katalin kolostora és a Sínai expedíció hegye (1952). ASIN B0007EBOK4.
- Atiya mintegy húsz könyvet publikált, amelyek közül sok többkötetes projekt folyóiratcikkekből, könyvfejezetekből és enciklopédia cikkekből áll, beleértve a monumentális koptikus enciklopédiában több tucatnyi szerzőt vagy társat.